# 교토상

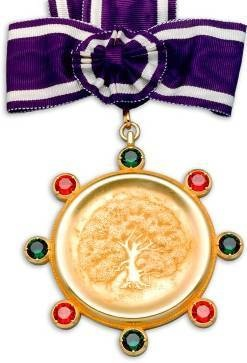

교토 상, 또는 쿄토상(일본어: 京都賞 교토쇼[*])은 1984년 재단법인 이나모리 재단이 시작한 국제 상으로,  과학, 기술, 문화에 있어서 현저한 공적이 있는 사람에게 수여된다.

## 개요
수상 부문은 첨단기술부문, 기초과학부문, 사상 예술부문으로 나뉘어 있다. 수상 원칙은 개인에 한정되어 있으며, 1998년 사상 예술부문에서 백남준이 수상한 바 있다. 수상자에게는 교토 상 메달과 증서, 부상 5천만 엔이 주어진다. 또, 교토 상 주간이란 기간이 있어, 수상자는 고교 특별수업과 초중교생과의 교류사업, 또는 대학생 대상 포럼 등 각종 교육 이벤트에 참여한다.
2002년부터 매년, 교토 상 수상자를 초청해 교토 상 심포지엄이 미국 샌디에고에서 열리고 있다.

## 같이 보기
- 교토상 기초과학부문 수상자 목록

- 교토상 첨단기술부문 수상자 목록

- 교토상 사상 예술부문 수상자 목록